# Mistrzostwa Świata w Łucznictwie 1936
6. Mistrzostwa Świata w Łucznictwie odbyły się 13–17 sierpnia 1936 w Pradze w Czechosłowacji. Organizatorem była Międzynarodowa Federacja Łucznicza.
Polska wywalczyła 4 medale i wygrała klasyfikację medalową. Indywidualną mistrzynią została Janina Kurkowska przed Marią Pańków. Razem z Zofią Bunschową wywalczyły także złoto w drużynie. Srebro zdobyła drużyna mężczyzn w składzie Józef Wójcik, Jerzy Bobulski, Czesław Prugar i Leon Szymuś.

## Medaliści

### Strzelanie z łuku klasycznego
| Konkurencja            | Złoto                                                                              | Srebro                                                                              | Brąz                                                     |
| Indywidualnie kobiet   | Janina Kurkowska                                                                   | Maria Pańków                                                                        | Ina Catani                                               |
| Indywidualnie mężczyzn | Emil Heilborn                                                                      | Georges De Rons                                                                     | Jan Musilek                                              |
| Drużynowo kobiet       | Polska · Janina Kurkowska · Maria Pańków · Zofia Bunschowa                         | Czechosłowacja · Božena Svobodová · Ludmila Vávrová · Marie Dvořáčková · Formankova | Wielka Brytania · Erna Simon · E. Atkinson · M. Williams |
| Drużynowo mężczyzn     | Czechosłowacja · Jan Musilek · Jaroslav Leneček · Ludvik Gassldorfer · Alfred Popp | Polska · Józef Wójcik · Jerzy Bobulski · Czesław Prugar · Leon Szymuś               | Szwecja · Henry Kjellson · Emil Heilbron · Eric Hansson  |

## Klasyfikacja medalowa
| Lp. | Państwo         | Złoto | Srebro | Brąz | Razem |
| 1.  | Polska          | 2     | 2      | 0    | 4     |
| 2.  | Czechosłowacja  | 1     | 1      | 1    | 3     |
| 3.  | Szwecja         | 1     | 0      | 2    | 3     |
| 4.  | Belgia          | 0     | 1      | 0    | 1     |
| 5.  | Wielka Brytania | 0     | 0      | 1    | 1     |